# Daniel Auer
Daniel Auer (26 d'octubre de 1994) fou un ciclista austríac, professional des del 2013 fins al 2023. El seu darrer equip des del 2020 va ser el WSA KTM Graz p/b Leomo.

## Palmarès
- 2016
  - Vencedor d'una etapa a la Cursa de la Pau sub-23
- 2017
  - Vencedor d'una etapa a la Triptyque des Monts et Châteaux
- 2018
  - 1r al Gran Premi Kranj
- 2019
  - 1r a la Visegrad 4 Bicycle Race
- 2021
  - Vencedor d'una etapa a la Belgrad-Banja Luka
  - Vencedor d'una etapa al Tour de Szeklerland
  - Vencedor d'una etapa al Giro del Friül-Venècia Júlia
- 2022
  - 1r a l'Umag Trophy
  - 1r al Gran Premi Slovenian Istria